# Tableau des médailles des Jeux olympiques de 1900
- Pays organisateur (France, Paris)

Le tableau suivant est celui du site sports-reference.com, notamment édité par Bill Mallon. Il prend en compte 95 podiums établis dans 89 épreuves différentes (deux finales pour le quatre avec barreur en aviron, deux courses pour cinq catégories en voile).
| Rang  | Nation             | Médaille d'or, Jeux olympiques | Médaille d'argent, Jeux olympiques | Médaille de bronze, Jeux olympiques | Total |
| ----- | ------------------ | ------------------------------ | ---------------------------------- | ----------------------------------- | ----- |
| 1     | France (pays hôte) | 27                             | 38                                 | 37                                  | 102   |
| 2     | États-Unis         | 19                             | 14                                 | 15                                  | 48    |
| 3     | Grande-Bretagne    | 15                             | 8                                  | 9                                   | 32    |
| 4     | Équipe mixte       | 8                              | 5                                  | 6                                   | 19    |
| 5     | Belgique           | 6                              | 7                                  | 4                                   | 17    |
| 6     | Suisse             | 6                              | 2                                  | 1                                   | 9     |
| 7     | Allemagne          | 4                              | 3                                  | 2                                   | 9     |
| 8     | Italie             | 3                              | 2                                  | 0                                   | 5     |
| 9     | Australie          | 2                              | 0                                  | 3                                   | 5     |
| 10    | Danemark           | 1                              | 3                                  | 2                                   | 6     |
| 11    | Hongrie            | 1                              | 2                                  | 2                                   | 5     |
| 12    | Cuba               | 1                              | 1                                  | 0                                   | 2     |
| 13    | Canada             | 1                              | 0                                  | 1                                   | 2     |
| 14    | Espagne            | 1                              | 0                                  | 0                                   | 1     |
| 14    | Luxembourg         | 1                              | 0                                  | 0                                   | 1     |
| 16    | Autriche           | 0                              | 3                                  | 3                                   | 6     |
| 17    | Norvège            | 0                              | 2                                  | 3                                   | 5     |
| 17    | Pays-Bas           | 0                              | 2                                  | 3                                   | 5     |
| 19    | Inde               | 0                              | 2                                  | 0                                   | 2     |
| 20    | Bohême             | 0                              | 1                                  | 1                                   | 2     |
| 21    | Suède              | 0                              | 0                                  | 1                                   | 1     |
| Total | Total              | 96                             | 95                                 | 93                                  | 284   |

Source : Site officiel du CIO